# Тирминське сільське поселення
Ти́рминське сільське поселення (рос. Тырминское сельское поселение) — сільське поселення у складі Ульчського району Хабаровського краю Росії.
Адміністративний центр — селище Тирма.

## Історія
2011 року були ліквідовані селища Казарма 146 км, Казарма 156 км та Казарма 180 км.
До 2012 року сільське поселення мало статус міського, так як селище Тирма мало статус селища міського типу.

## Населення
Населення сільського поселення становить 1751 особа (2019; 2176 у 2010, 2913 у 2002).

## Склад
До складу сільського поселення входять:
| Населений пункт        | Населення, осіб (2002) | Населення, осіб (2010) |
| ---------------------- | ---------------------- | ---------------------- |
| Ехілкан, селище        | 120                    | 72                     |
| Зимов'є, селище        | 169                    | 77                     |
| Казарма 142 км, селище | 1                      | 1                      |
| Казарма 146 км, селище | 0                      | 0                      |
| Казарма 156 км, селище | 4                      | 4                      |
| Казарма 180 км, селище | 4                      | 1                      |
| Таланджа, селище       | 90                     | 84                     |
| Таракелок, селище      | 6                      | 4                      |
| Тирма, селище          | 2519                   | 1933                   |